# Hakaniemi (métro d'Helsinki)
Hakaniemi (en finnois : Hakaniemi et en suédois : Hagnäs) est une station de la section commune aux lignes M1 et M2 du métro d'Helsinki. Elle est située au 7 Toinen linja, en limite des quartiers de Hakaniemi et du Kallio, à Helsinki en Finlande.
Mise en service en 1982, elle est, depuis 2017, desservie alternativement par les rames des lignes M1 et M2.

## Situation sur le réseau

Plan du métro.

Établie en souterrain à 23 mètres sous le niveau du sol et à 21 m sous le niveau de la mer, Hakaniemi est une station de passage de la section commune aux ligne M1 et M2 du métro d'Helsinki. Elle est située entre la station Helsingin yliopisto, en direction du terminus ouest M2 Tapiola ou en direction du  terminus ouest M1 Matinkylä, et la station Sörnäinen, en direction, de Mellunmäki terminus de la branche nord M2, et Vuosaari terminus de la branche est M1.
Elle dispose d'un quai central encadré par les deux voies de la ligne.

## Histoire
La station Hakaniemi est mise en service le 1er juin 1982 par l'Établissement des transports de la ville d'Helsinki (HKL), lors de l'ouverture du premier tronçon du métro d'Helsinki, de Hakaniemi à Itäkeskus. Le service est alors limité aux heures de pointe. Le tronçon de Rautatientori à Hakaniemi ouvre le 1er juillet 1982, et l'ouverture officielle de l'exploitation ordinaire de la ligne a lieu le 3 août 1982.
La station Hakaniemi doit être desservie par la future voie en goutte.

## Service des voyageurs

### Accueil
Située au n°7 de la Toinen linja, elle dispose de quatre accès (édicule), qui permettent de rejoindre le niveau -1 et par un cheminement souterrain le hall de la billetterie. Des escaliers mécaniques et des ascenseurs, pour l'accessibilité des personnes à la mobilité réduite, permettent les liaisons entre les différents niveaux et l'accès aux niveaux : -2 mezzanine et -3 du quai central de la station.

Installations
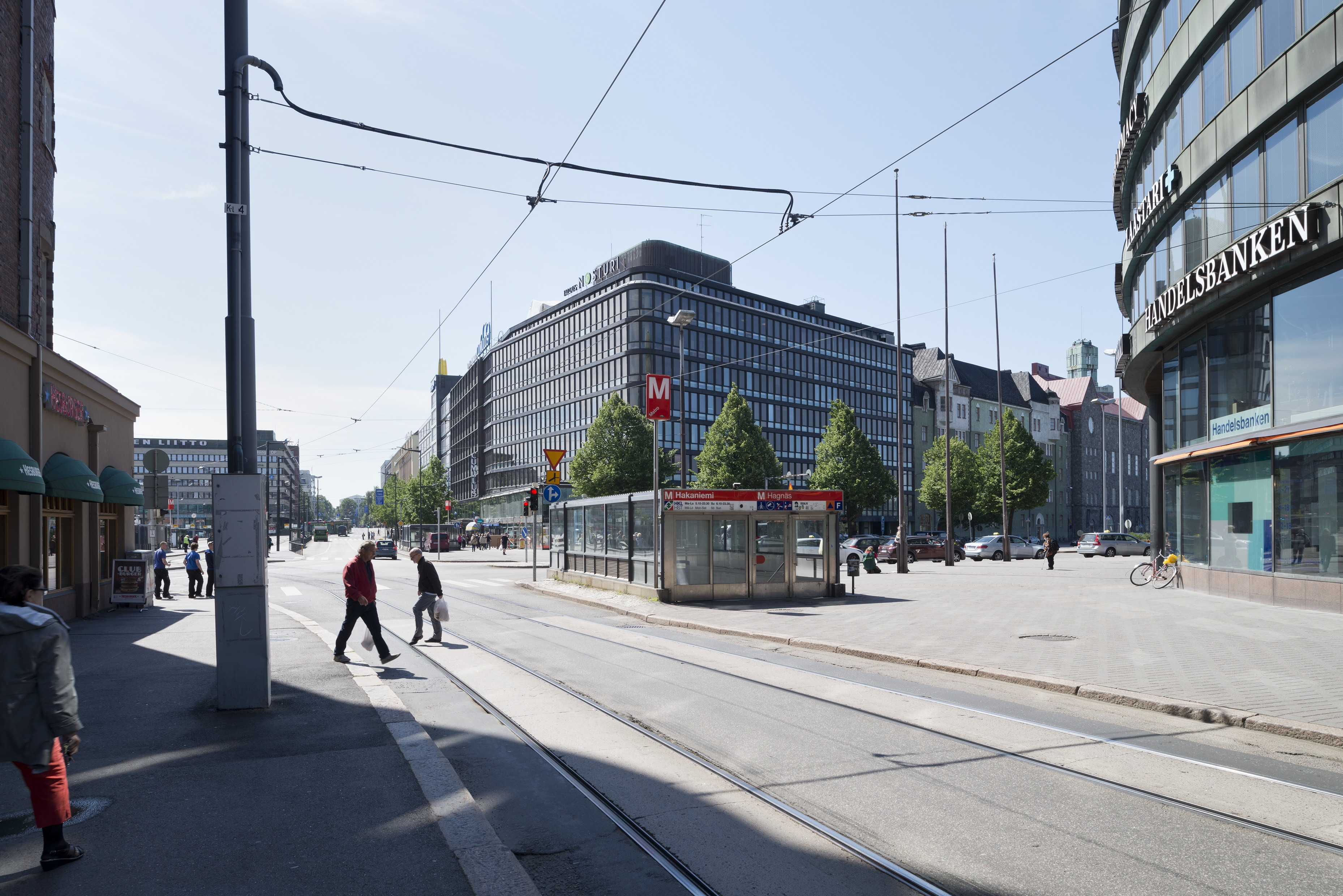
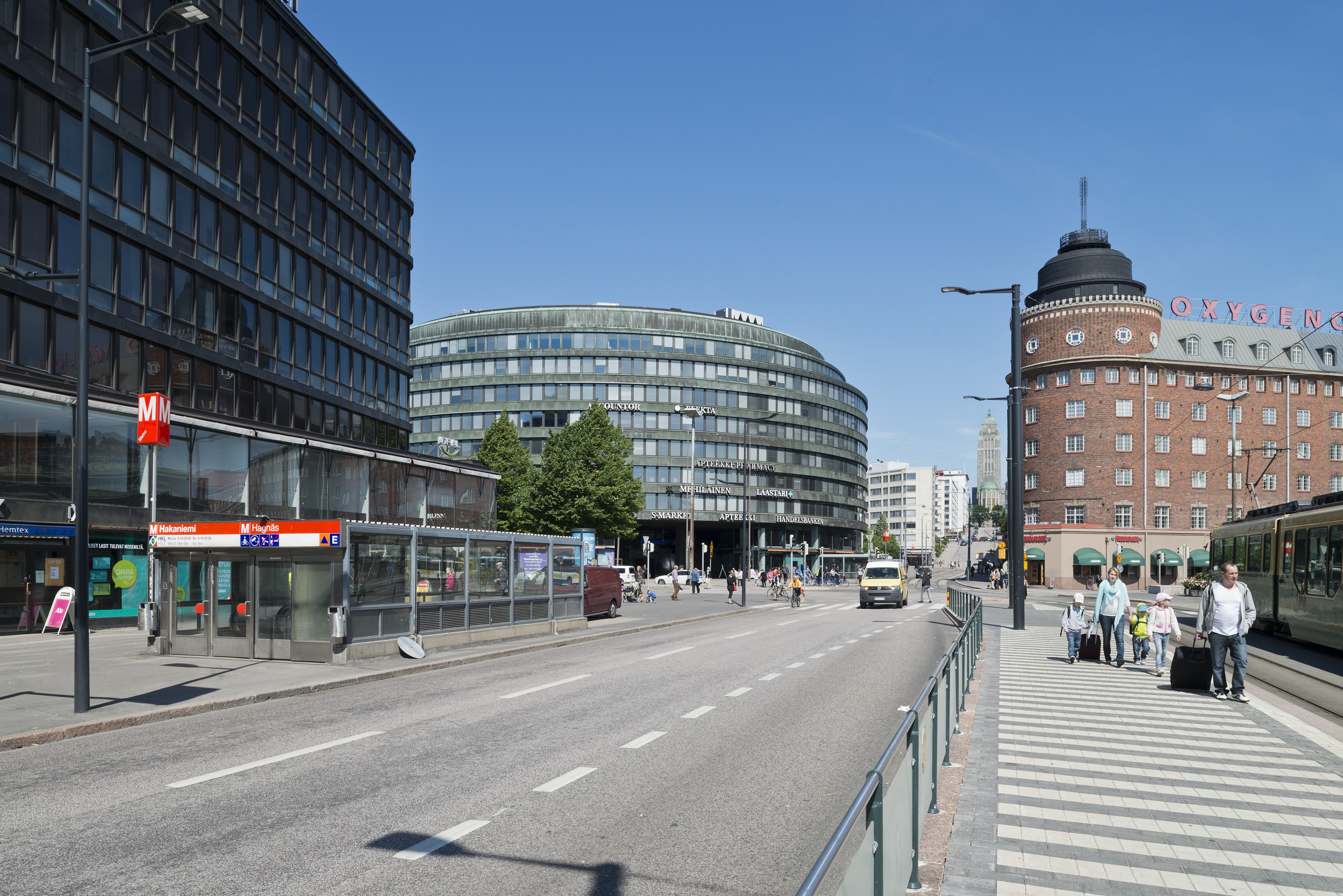
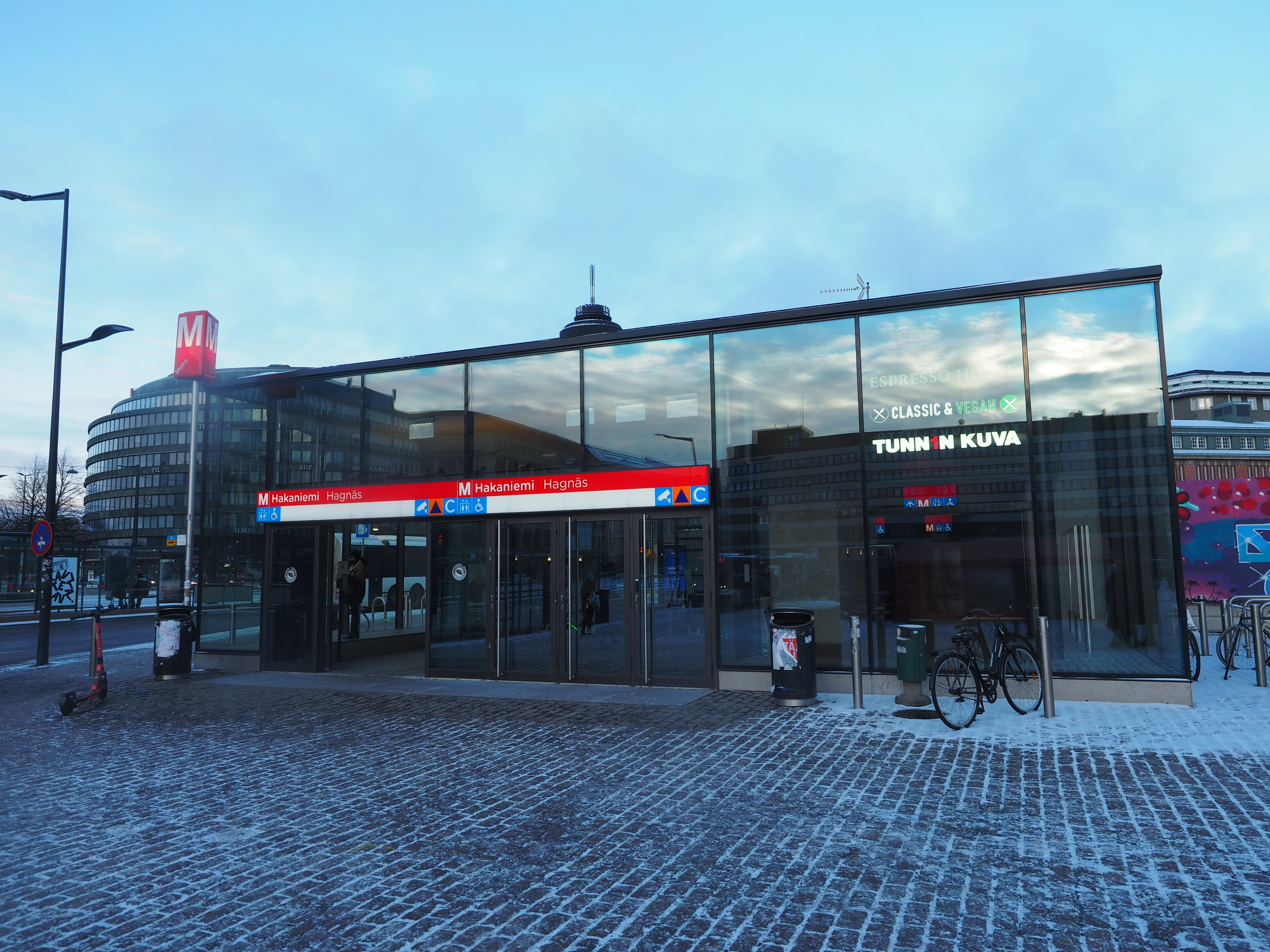

### Desserte
Hakaniemi est desservie alternativement par les rames de la ligne M1 et de la ligne M2.

Installations et desserte
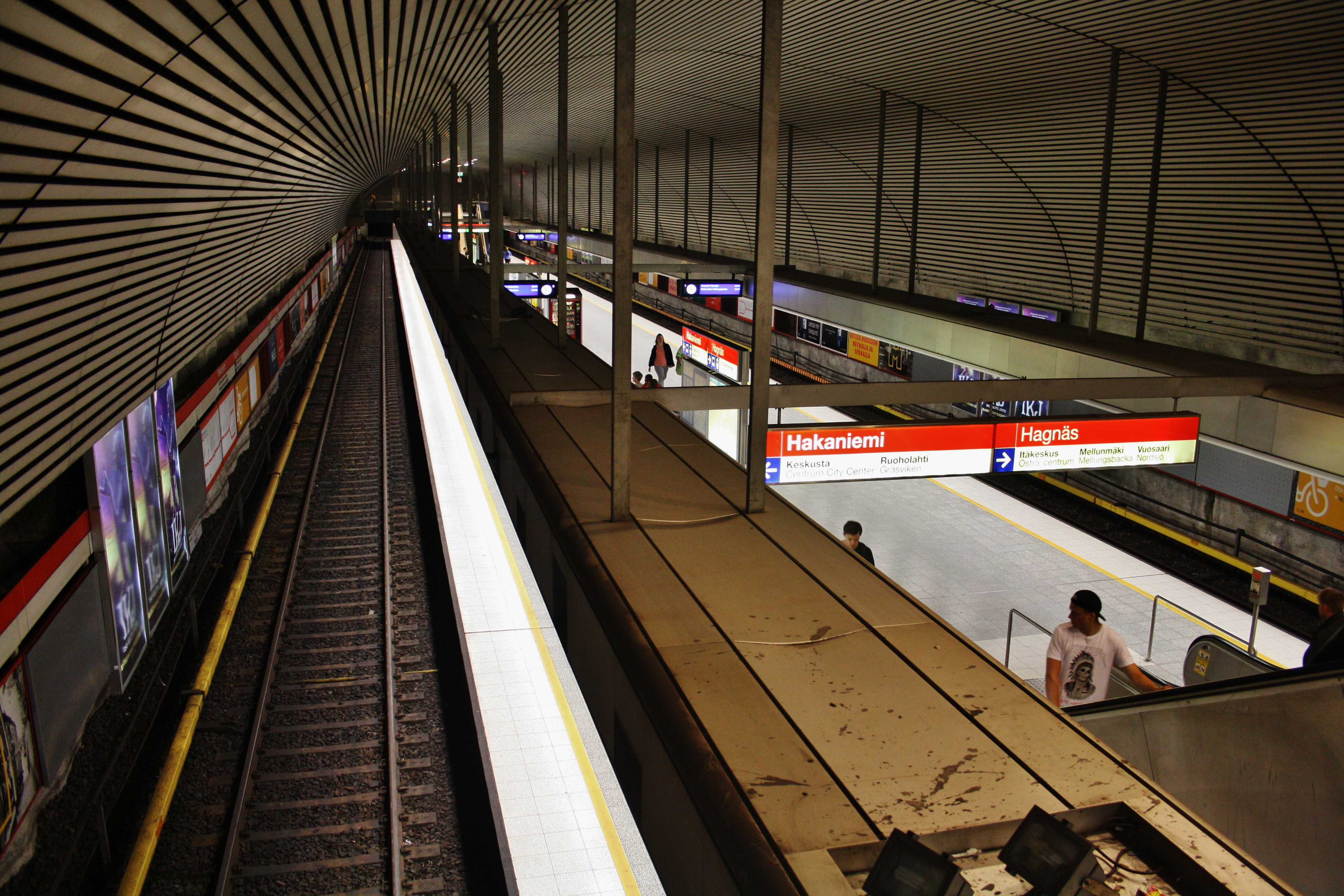
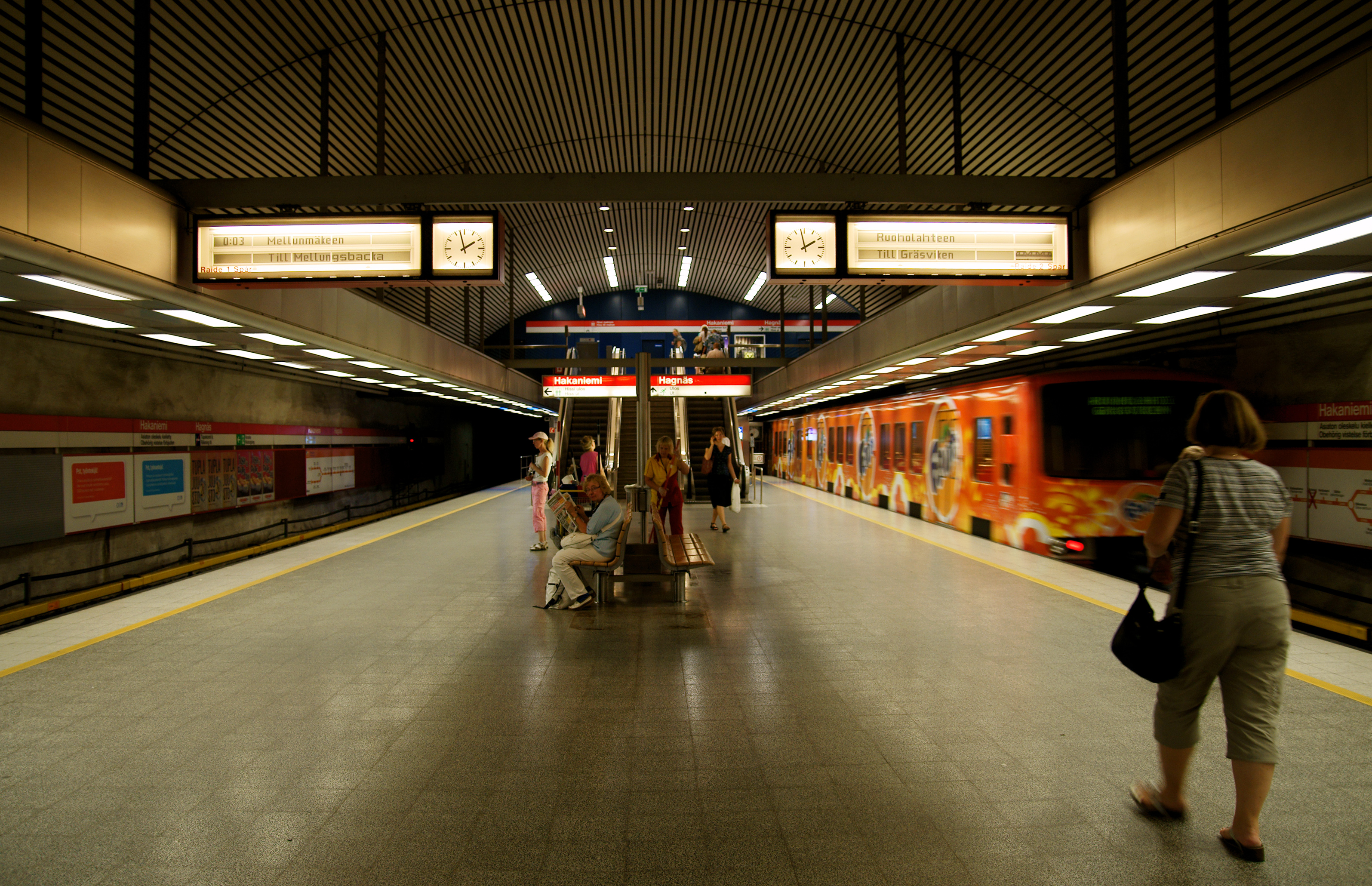
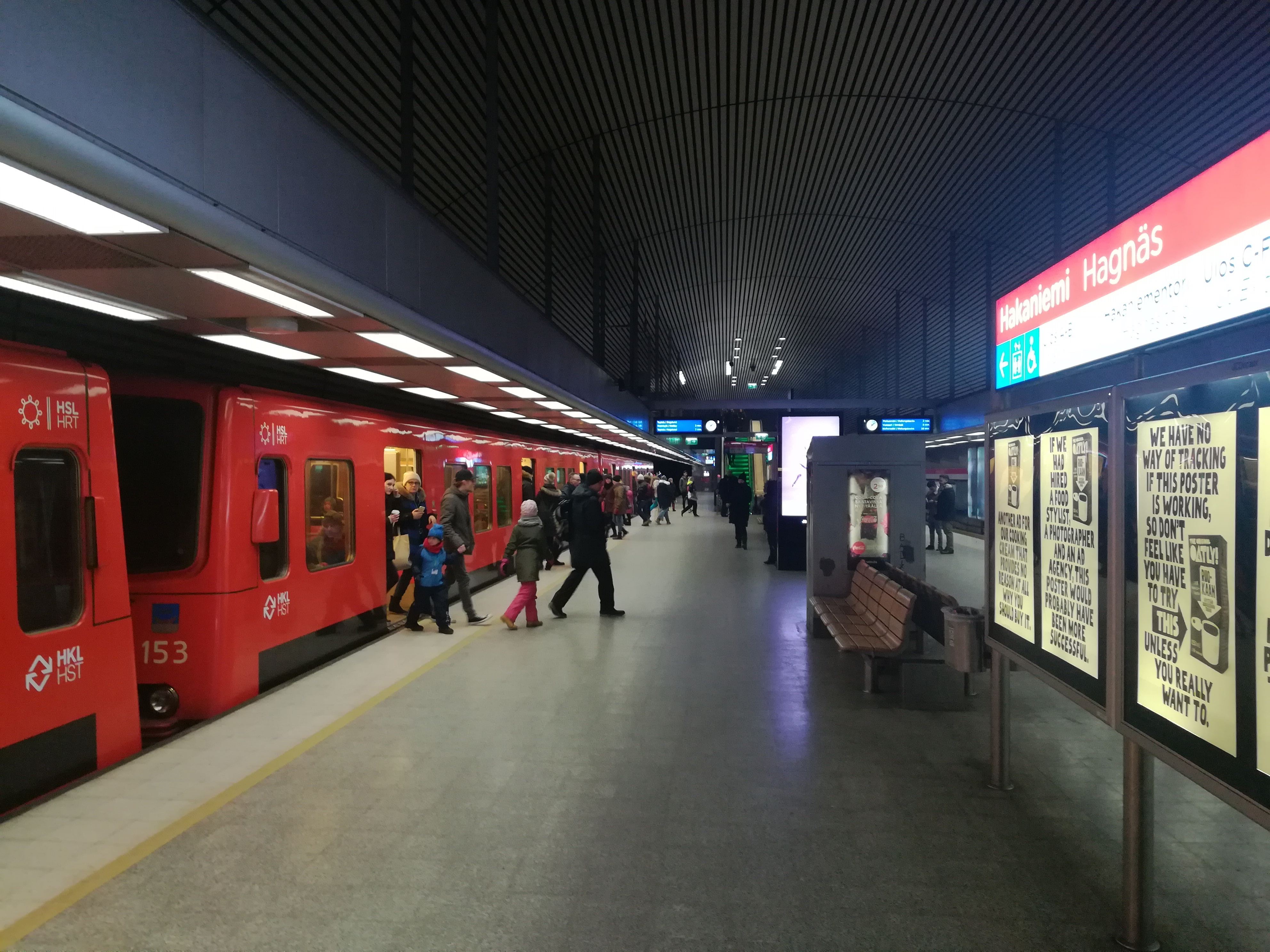

### Intermodalité
Elle est en correspondance avec les lignes 3, 6, 7 et 9 du tramway d'Helsinki.
Elle dispose de parcs pour les vélos. Des arrêts de bus de la région d'Helsinki, situés à proximité, sont desservis par les lignes 23, 55, 61, 64, 65, 66, 67, 71, 73, 74, 75, 77, 78, 502, 611, 614, 615, 616, 617, 623, 633, 643, 711, 717, 718, 718A, 721, 731, 739, 785, 787, 788, et les bus de nuit 23N, 61N, 67N, 73N, 74N, 77N, 78N, 79N, 85N, 86N, 87N, 90A, 90N, 92N, 94N, 95N, 96N, 97N, 717N et 841N.